# Aachener Bäche
Die Aachener Bäche waren bereits seit Hunderten von Jahren der Anlass, dass sich sowohl Völker als auch später lokale Industrie in Aachen angesiedelt haben. Nach den Kelten schätzten vor allem die Römer die zahlreichen Bäche und vor allem die damals offen fließenden Aachener Thermalquellen, bevor diese von den Karolingern übernommen wurden. Dies schlägt sich auch in der Namensgebung der Stadt nieder, wie es die Bezeichnungen „Ahha“ (sprich: Acha, germanisch „Wasser“) und „aquis“ (lateinisch, Ablativ pluralis: „an den Wassern“) – sowohl das germanische als auch das lateinische Etymon des Toponyms „Aachen“ – jeweils zum Ausdruck bringen. Das vollständig lateinische Toponym für die Stadt lautet Aquis Granni, wobei mit Grannus der keltische Heilgott gemeint ist. Später sorgte dann die Wasserkraft der Aachener Bäche für den Antrieb von Walk-, Kupfer- sowie Getreide- und Ölmühlen und vor allem im Bereich der Tuchindustrie für eine florierende Wirtschaft. Alle Aachener Bäche entspringen auf den waldreichen Hügeln im Aachener Süden und fließen größtenteils in die Wurm, der Senserbach in die Göhl und aus dem südöstlichen, eingemeindeten Stadtgebiet, die Inde direkt in die Rur. Bis Ende des 19. Jahrhunderts durchflossen die städtischen Bäche offen durch die Stadt, seitdem im bebauten Stadtgebiet größtenteils in Rohren verdeckt.

## Geographie, Geologie und Hydrologie der Aachener Bäche
Etwa 30 Bäche und zwei Flüsse, Inde und Wurm, entspringen am südlichen Rand des Aachener Talkessels, den sie im Laufe der Erdgeschichte durch Erosion selbst geschaffen und erhalten haben, und entwässern ihn über die Rur zur Maas. Lediglich der Senserbach und der Tüljebach bei Bildchen entwässern über die Göhl in die Maas. Die Wurm und ihre Zuflüsse sind im Bereich des Stadtzentrums zum großen Teil verrohrt. Die Inde und ihre Zuflüsse entwässern das südliche Stadtgebiet. Außerhalb und innerhalb der Stadt werden die einzelnen Bäche zu Teichen und Weihern gestaut.
Die Quellbereiche der Bäche liegen am Nordrand des Aachener Waldes, der geologisch aus hellen und grünen Sanden besteht. Die sich darunter befindende bis zu 20 m dicke und wasserstauende Tonschicht sorgt dafür, dass sich über dieser Grundwasser bildet, welches die Quellen ständig speist.
Die bedeutendsten Bäche sind: Amstelbach, Beverbach, Gillesbach, Haarbach, Iterbach, Johannisbach, Pau, Paunell und Senserbach.

## Wohlstand durch Wasserkraft
Entlang der Aachener Bäche reihten sich vom Mittelalter bis ins 20. Jahrhundert zahlreiche Wassermühlen, welche die Reliefenergie nutzten. Die Stadt verdankte ihren Wohlstand der Wasserkraft ihrer Bäche zum Antrieb von Spinnereien, zum Walken, zum Hämmern und zum Mahlen. Zur Blütezeit der Aachener und Burtscheider Tuchindustrie nutzten rund 250 Tuchfabriken, Spinnereien und Färbereien die Wasserkraft der Aachener Bäche, da es sich bestens zum Waschen, Entfetten und Bleichen der Wollen und Tücher eignete. Mühl-Gräben und Mühl-Teiche regulierten die Wasserzufuhr. Mit Thermalwasser hielt man die Wasserräder im Winter eisfrei und konnte so das ganze Jahr hindurch produzieren. Neben den Mahlmühlen waren die Kupfermühlen und die zur Herstellung von Nadeln dienenden Schleifmühlen von besonderer Bedeutung. Im Lauf der Jahrhunderte sind die einzelnen Betriebe den jeweiligen Wünschen und Bedürfnissen entsprechend mehrfach zu Walkmühlen, Ölmühlen, Fellmühlen, die den Kürschnern zur Bereitung ihrer Felle dienten, Papiermühlen, Farbholzmühlen und anderen umgestaltet worden.
Im 19. Jahrhundert gab es in Aachen eine „Bach-Polizei“, wie aus § VI der „Verordnung über Regulierung, Reinigung und Unterhaltung des Wurmbachs“ vom 14. November 1832 hervorgeht. Mühlenbesitzer und andere Bach-Anlieger, welche ihre Arbeit mangelhaft oder gar nicht ausgeführt hatten, wurden vor das Polizei-Gericht zur Verantwortung und Bestrafung geladen. Die Triebkraft der Bäche, die man durch Stauung regelte, wurde in ihrer Einwirkung auf die Mühlen zuweilen durch unerlaubte Eingriffe der Nachbarn beeinträchtigt. Sie bildeten den Anlass zu dauernden Streitigkeiten.

## Verrohrung und Bachoffenlegung

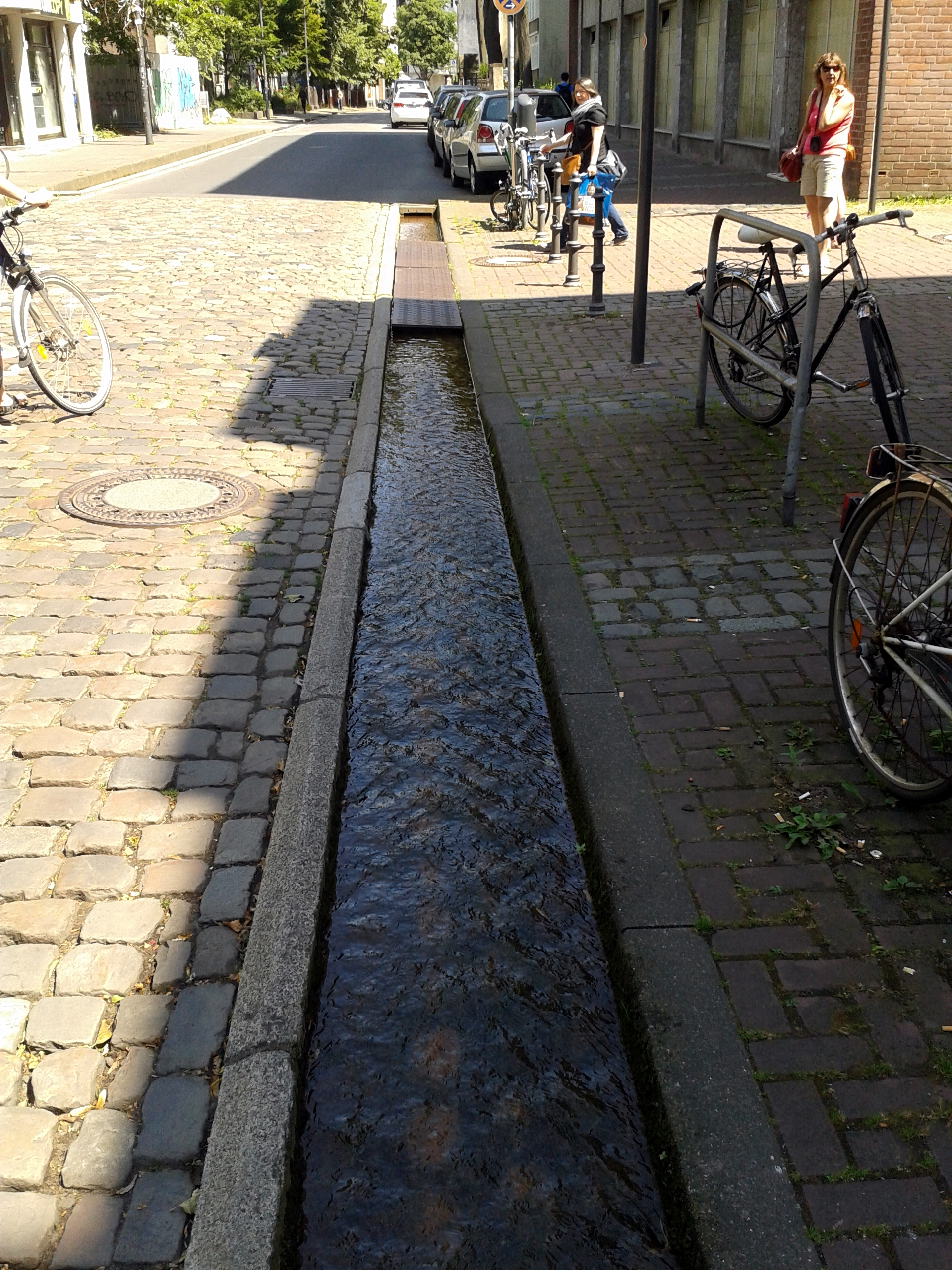
Offenlegung Johannisbach Aachen – Höhe Annuntiatenbach

Bis zur Mitte des 19. Jahrhunderts flossen die Bäche noch offen durch die Stadt. Allerdings waren sie auch Schmutzwasserleitungen, welche die häuslichen und handwerklich-industriellen Abwässer aufnehmen mussten. Erheblicher Gestank war die Folge. Zudem versickerte ein Teil des verschmutzten Wassers im Boden und verunreinigte zusätzlich das Grundwasser, aus dem die Brunnen gespeist wurden. In den Jahren 1831/32, 1849 und 1866 kam es zu mehreren Cholera- und Typhusepidemien. Im gleichen Zeitraum kam es vor allem im Bereich der Thermalquellen zu Fällen von Malaria, auch „Burtscheider Krankheit“ genannt. In einem Burtscheider Weiher (Klosterweiher), in dem das überschüssige heiße Wasser der Kurbäder gesammelt wurde, gediehen Anopheles-Larven. 1858 wurde der Weiher zugeschüttet. Die Bäche wurden innerstädtisch in Rohre geleitet. Neben den Bachkanälen wurden separate Schmutzwasserkanäle für das Abwasser gelegt, so dass das Bachwasser nicht mehr so stark verschmutzt wurde. 1908 war das Kanalisationsnetz weitgehend fertiggestellt.
Straßennamen weisen auf die heute verborgenen Wasserläufe und ehemaligen Mühlen hin wie beispielsweise Bachstraße, Am Beverbach, Beverstraße, Borngasse, Kaltbachgässchen, Warmweiherstraße; Krautmühlenweg, Mühlradstraße, Mühlental, Pottenmühlenweg.
Seit den 1980er Jahren gibt es Pläne, Bäche teilweise wieder offen zu legen. Zunächst wurde 1999 der Johannisbach im Rahmen des Projekts „Aachen, Ökologische Stadt der Zukunft“ auf einem etwa 500 m langen Teilstück ans Tageslicht geholt. In einer offenen Rinne fließt ungefähr die Hälfte des Wassers vom Lindenplatz entlang der Straßen Annuntiatenbach (benannt nach dem dortigen ehemaligen Annuntiatenkloster Aachen) und Augustinerbach (benannt nach dem dortigen ehemaligen Augustinerkloster Aachen) bis zur Pontstraße. Weitergehende Pläne, auch Pau, Paunelle, Wurm, Beverbach und Gillesbach aus ihren Kanalrohren zu befreien, wurden bisher nicht umgesetzt.

## Übersicht über die wichtigsten Aachener Bäche
| Bezeichnung     | Quellgebiet | Länge auf Aachener Grund | Zuflüsse nur Aachener | Mühlen nur auf Aachener Gebiet | Mündung | Bild                                       |
| --------------- | --- | ------------------------ | --- | --- | --- | ------------------------------------------ |
| Amstelbach      | Bereich Niersteiner Höfe in Vetschau | 6,2 km 13,5 km insg.     | Zuflüsse Grünenthal und Zeche Karl Friedrich, Schönauer Bach, Horbach, Zuflüsse Heyder Feld und Fronrather Acker, Krombach                                                                                            | Obermühle, Untermühle, | südlich von Schloss Rimburg in die Wurm, abschnittsweise Grenzbach D/NL                                                                                           | weitere Bilder                             |
| Beverbach       | Augustinerwald, westlich von Grüne Eiche | 9,0 km                   | Zuflüsse Augustinerwald und Stachelkreuzweg, Vorfluter Hitfeld, Zuflüsse Dornbusch, Kaninshecke und Brückchenweg, Hitfelder Bach, Vorfluter Waldfriedhof, Zufluss Eselsweg                                            | Heidbendenmühle, Buschmühle, Grünenthalsmühle, Krautmühle, Bevermühle, Kirberichshofer Mühlen, Obere und untere Papiermühle | im Bereich der Kreuzung Brabantstraße-Luisenstraße im Frankenberger Viertel in die Wurm                                                                           | weitere Bilder                             |
| Dorbach         | oberhalb des Reiterhofs Reinartzkehl im Friedrichswald südlich Hanbruch                                                                            | 4,3 km                   | | | im Bereich Sieben Quellen in den Wildbach | weitere Bilder                             |
| Gillesbach      | bei Gut Waldhausen östlich vom Aachener Waldstadion                                                                                                | 3,6 km                   | | | im Bereich Brabantstraße Ecke Oppenhoffallee im Frankenberger Viertel in die Wurm                                                                                 | weitere Bilder                             |
| Goldbach        | bei Gut Weyern, Eberburgweg | 1,2 km                   | Predigerbach | | an der Kreuzung Prinz-Eugen-Straße – Malmedyer Straße in Aachen-Burtscheid (verrohrt) in die Wurm                                                                 |                                            |
| Haarbach        | im Stadtteil Driescher Hof von Aachen-Forst | 9,5 km                   | Brander Graben/Freunder Bach, Brander Bach, Zufluss Deltourserb, Rödger Bach, Weidenbach/Ellerbach | Harner Mühle, Nirmer Mühle, Scheidmühle, Kahlgrachtmühle, Welsche Mühle | Höhe Tuchmacherweg im Stadtteil Haaren in die Wurm | weitere Bilder                             |
| Inde            | südöstlich von Raeren (Belgien) | 10,2 km 54,1 km insg.    | Fobisbach, Kalkhäuschenbach, Bechheimer Bach, Jammetsbach, Iterbach, Rollefbach, Steinbach | Schmithofener Mühle, Friesenrather Mühle, Hahner Mühle, Schlauser Mühle, Abteimühle Kornelimünster, Bilster Mühle, Komericher Mühle, Steinebrückmühle | südwestlich von Jülich in die Rur | weitere Bilder                             |
| Iterbach        | südlich Raeren | 4,7 km 15,4 km insg.     | Vorfluter Brandenburg, Vorfluter Schniders, Hasbach | Klostermühle Brandenburg, Königsmühle Walheim | in Kornelimünster in die Inde | weitere Bilder                             |
| Johannisbach    | südlich von Hanbruch und beim Gut Hasselholz | 3,8 km                   | Paunell | Pottenmühle, Junkersmühle, Plattenbauchmühle, Schönforster Mühle, Sackmühle, Untere Pletschmühle | unter der Aachener Peterstraße in die Pau | weitere Bilder                             |
| Kannegießerbach | Nähe Grundhaus Lütticher Straße | 1,5 km                   | Zufluss Von-Halfern-Park | Weiße Mühle | Im Bereich Hangeweiher in die Pau |                                            |
| Kupferbach      | zwischen Pommerotter Weg und Königsberg im Aachener Wald                                                                                           | 2,1 km                   | Zuflüsse Pionierquelle und Waldstadion, Grindelbach | | an der Kreuzung II.-Rote-Haag-Weg – Eupener Straße bei Aachen-Steinebrück verrohrt in die Wurm, durchfließt zuvor den Stauweiher Kupferbach am Waldstadion Aachen | weitere Bilder                             |
| Pau             | im Bereich Ronheider Berg im Aachener Wald | 4,1 km                   | Paubachstollen, Klotzweider Bach, Kannegießerbach, Bodenhofbach, Johannisbach | Lohmühle, Weiße Mühle, Gebrannte Mühle, Rosmühle, Kelmismühle, Brudermühle, Heppionsmühle, Obere Pletschmühle | im Bereich Rehmplatz in die Wurm | weitere Bilder                             |
| Paunell         | im Bereich Ronheider Berg; Arm der Pau, der zur Energie- und Wasserversorgung der mittelalterlichen Stadt in künstlichen Kanälen abgeleitet wurde. |                          | | Schleifmühle Goethestraße, Pulvermühle Mozartstraße, Kupfermühle Karmeliterstraße | im Bereich Willy-Brandt-Platz in den Johannisbach | gemeinsamer Quellteich von Pau und Paunell |
| Rödgerbach      | im Bereich Lützow-Kaserne | 4,3 km                   | Ellerbach | | Höhe Kläranlage von Eilendorf-Nirm in den Haarbach |                                            |
| Rollefbach      | Lichtenbusch, Oberforstbach, Schleckheim | 4,6 km                   | Zusammenfluss aus Holzbach und Oberforstbacher Bach bei Niederforstbach | | am südlichen Ortsrand von Aachen-Brand in die Inde |                                            |
| Senserbach      | Nordhang Vaalserberg | 7,3 km 13,7 km insg.     | auf deutscher Seite keine | Gassmühle, Lemierser Mühlen | bei Wittem-Gulpen in die Göhl, abschnittsweise Grenzbach D/NL | weitere Bilder                             |
| Wildbach        | bei den Sieben Quellen in Seffent | 5,3 km                   | Dorbach, Schwarzbach, Diepekuhlbach, Zuflüsse Soerser Hochkirchen und Berger Heide | Obere und Untere Schurzelter Mühle (Ölmühle), Wildbacher Mühle, Rahe-Mühle, Schleifmühle, Stockheider Mühle, Soerser Mühle, | in Bereich Soers in die Wurm | weitere Bilder                             |
| Wurm            | Düsbergkopf im Aachener Wald | 9,9 km 57,0 km insg.     | Zusammenfluss der Wurm-Arme Luttitz, Wolfsschluchtbach und Wurmarm Südost an der Stauanlage Diepenbenden; Kupferbach, Goldbach, Gillesbach, Beverbach, Pau, Hüttenbach, Haarbach, Rethelsiefen, Talbotbach, Wildbach, | Obere (Vullenbroichermühle/Faulenbroichmühle) und untere Diepenbender Mühle (Guedensmühle, später Gut Diepenbenden), Eismühle, Steinebrücker Mahlmühle, Rothager Mühle, Freund- oder Haasmühle, obere und untere Kulpriemühle/Rotbendenmühle, Ellermühle, Heißenbergmühle/Heistermühle, Krebsmühle, Kockartzmühle, Warmweihermühle, Amyamühle, Weiße Mühle, Vorderste Mühle, Aretzmühle, Dennewartsmühle, Hundskirchhofmühle, Wischer Mühle, Steinerne Mühle, Hergelsmühle, Hochbrücker Mühlen | bei Heinsberg in die Rur, abschnittsweise Grenzbach D/NL | weitere Bilder                             |

### Dokumentarfilm und Commons
- Aachener Bäche auf YouTube – Die Bedeutung der Aachener Bäche für die Entwicklung der Industrie im Aachener Raum. Ein Dokumentarfilm von Jannis Karayannakos und Klaus Krafft, 2018
- Gewässerstationierungskarte im ELWAS-WEB, ELektronisches WASserwirtschaftliches Verbundsystem in NRW
- Gewässerverzeichnis des Landesamtes für Natur, Umwelt und Verbraucherschutz NRW (LANUV)
- Stadt Aachen, Links zum Thema Gewässer
- Biotopkataster des Landesamtes für Natur, Umwelt und Verbraucherschutz (LANUV) NRW
- Kanäle und Bachoffenlegungen
- Bachfunktionen
- Aachen – die Stadt der Quellen und Brunnen

### Bachportraits auf den Seiten des Ökologie-Zentrums Aachen
- Bachportraits
- Die Wurm
- Der Haarbach
- Der Johannisbach vom Aachener Wald bis zum Kugelbrunnen – Drei Kilometer Stadtgeschichte
- Der Johannisbach – sein unterirdischer Verlauf im Stadtzentrum
- Der Kannegießer Bach
- Die Zuflüsse zum Hangeweiher
- Wildbach – der „Wilde“ aus Seffent
- Der Wildbach in der Soers

### Aachener Umwelt-Rundbriefe des Ökologie-Zentrums Aachen e. V.
- Aachener Umwelt Rundbrief Nr. 52–2003: Die Wurm – historischer Verlauf
- Aachener Umwelt-Rundbrief Nr. 56 – Der Wildbach – Die alten Mühlenstandorte
- Aachener Umwelt-Rundbrief Nr. 61 – Der Haarbach – Verlauf und alte Mühlenstandorte
- Aachener Umwelt-Rundbrief Nr. 63 – Dezember 2008: Quo vadis, septem fontes?
- Aachener Umwelt-Rundbrief Nr. 65 – Dezember 2009: Aachener Bäche
- Aachener Umwelt-Rundbrief Nr. 66 – Juni 2010 Die Quellen der Aachener Bäche
- Aachener Umwelt-Rundbrief Nr. 68 – Juli 2011: Der Beverbach

### Historische Gewässernutzung
- Neuer Einblick in die historische Gewässernutzung
- Mühlen, Wasserrechte und Dampfkraft
- Wasserkalender: „Aachen 2016, Stadt des Wassers“